# Ricardo Soto
Ricardo Soto (20 oktober 1999) is een Chileens boogschutter.

## Carrière
Soto nam deel aan de Olympische Spelen in Rio de Janeiro. Hij versloeg de Wit-Rus Anton Prilepov met 6-5 in de eerste ronde. In de tweede ronde versloeg hij de Braziliaan Bernardo Oliveira met 7-1, in de derde ronde verloor hij van de Nederlander Sjef van den Berg met 5-6. Hij nam ook deel aan de wereldkampioenschappen in 2017 en 2019, verder nam hij ook deel aan de Pan-Amerikaanse Spelen 2019 waar hij een zilveren medaille met Chili wist te winnen.

## Erelijst

### Olympische Spelen
Individueel
- 2016: 3e ronde (verloren van Sjef van den Berg met 5-6)

### Wereldkampioenschap
Individueel
- 2017: kwartfinale (verloren van Steve Wijler met 2-6)
- 2019: 1e ronde (verloren van Thomas Stanwood met 4-6)
- 2021: 2e ronde (verloren van Md Hakim Ahmed Rubel met 3-7)
- 2023: kwartfinale (verloren van Mete Gazoz met 2-6)

### Pan-Amerikaanse Spelen
Individueel
- 2019: 1e ronde (verloren van Andres Aguilar met 0-6)
- 2023:  (gewonnen van Brady Ellison met 6-4)

Team
- 2019:  (team)

### Pan-Amerikaans kampioenschap
Individueel
- 2018: 2e ronde (verloren van Thomas Flossbach met 5-6)
- 2021: vierde (verloren van Bernardo Oliveira met 2-6)
- 2022: 4e ronde (verloren van Jorge Enríquez met 5-6)
- 2024: 3e ronde (verloren van Marcus D'Almeida met 2-6)

### Boliviriaanse Spelen
Individueel
- 2017:  (gewonnen van Diego Castro met 7-1)
- 2022: kwartfinale (verloren van Lester Alejandro Ortegon Morales met 4-6)

Team
- 2017:  (team)
- 2022:  (team)

Gemengd
- 2017:  (gemengd)